# Antonio Valcárcel y Pío de Saboya
Antonio Valcárcel y Pío de Saboya, conte di Lumiares, marchese di Castel Rodrigo, Grande di Spagna, duca di Nocera (Alicante, 15 marzo 1748 – Aranjuez, 14 settembre 1808), è stato un archeologo, letterato e scrittore spagnolo.

## Biografia
Fu figlio di Antonio José Valcárcel y Pérez Pastor, e di Isabel María Pío de Saboya y Spínola. Il 13 marzo del 1772 nella chiesa di Santa María di Alicante sposò María Tomasa Teresa Pasqual del Pobil y Sannazar, dalla quale ebbe tre figli: Antonio Valcárcel y Pasqual del Pobil (che gli successe nel titolo di duca di Nocera), Maria de la Concepción Valcárcel y Pasqual del Pobil e Juan Crisóstomo Valcárcel y Pasqual del Pobil.
Socio corrispondente della Real Academia de la Historia, fu inoltre membro della Escuela de Bellas Artes de Barcelona, della Real Academia de Bellas Artes de San Carlos, dell'Accademia galileiana di scienze, lettere ed arti.
Ricoprì inoltre l'incarico di presidente Junta de Gobierno di Alicante nel 1808.
Fu un grande studioso dell'antico regno di Valencia. Collaborò con altri importanti studiosi contemporanei come Luis José Velázquez e Gregorio Mayans. Per i suoi studi sui siti di Alcudia, Lucentum, Hemeroskopion, Sagunto e Cartago Nova, è considerato il primo archeologo valenciano. Effettuò i primi scavi nel sito archeologico della città di La Vila Joiosa, nei pressi del monumento funerario noto come Torre de Sant Josep o Torre de Hércules nell'antica Alonis.

### Opere digitalizzate
- Barros Saguntinos. Disertacion sobre estos monumentos antiguos; con varias inscripciones ineditas de Sagunto (oy Murviedro en el Reyno de Valencia) recogidos, explicados, y representados por Laminas por el Exc.mo Señor Don Antonio Valcarcel Pio de Saboya y Moura Conde de Lumiares, Valencia, De Orga, 1779.[2]
- Inscripciones de Carthago Nova, hoy Cartagena, en el Reyno de Murcia, ilustradas por el Excelentisimo Señor Conde de Lumiares ..., Madrid, Imprenta de Sancha, 1796.
- Lucentum oy la Ciudad de Alicante en el Reyno de Valencia. Relacion de las Inscripciones, Estatuas, Medallas, Idolos, Lucernas, Barros, y demás monumentos antiguos hallados entre sus ruinas. Representados en Laminas y explicados por el Exc.mo S.or D. Antonio Valcárcel Pío de Saboya y Moura, Conde de Lumiares, Valencia, De Orga, 1780.[2]
- Medallas de las colonias, municipios, i pueblos antiguos de España hasta hoi no publicadas: recogidas i explicadas por Don Antonio Valcarcel Pio de Saboya i Spinola, Valencia, De Orga, 1772.[3]

## Ascendenza
|                                                         |                                                 |                                                                         | Genitori                                                          |  |  | Nonni |  |  | Bisnonni |  |  | Trisnonni |  |
|                                                         |                                                 |                                                                         |                                                                   |  |  |       |  |  | …        |  |  | …         |  |
|                                                         |                                                 |                                                                         |                                                                   |  |  |       |  |  | …        |  |  | …         |  |
|                                                         |                                                 | …                                                                       |                                                                   |  |  |       |  |  | …        |  |  |           |  |
| Benito Valcárcel y Angulo                               |                                                 |                                                                         |                                                                   |  |  |       |  |  | …        |  |  |           |  |
|                                                         |                                                 | …                                                                       | …                                                                 |  |  |       |  |  |          |  |  |           |  |
|                                                         |                                                 | …                                                                       | …                                                                 |  |  |       |  |  |          |  |  |           |  |
|                                                         |                                                 | …                                                                       | …                                                                 |  |  |       |  |  |          |  |  |           |  |
| Antonio José Valcárcel y Pérez Pastor                   |                                                 | …                                                                       |                                                                   |  |  |       |  |  |          |  |  |           |  |
|                                                         |                                                 | …                                                                       | …                                                                 |  |  |       |  |  |          |  |  |           |  |
|                                                         |                                                 | …                                                                       | …                                                                 |  |  |       |  |  |          |  |  |           |  |
|                                                         |                                                 | …                                                                       | …                                                                 |  |  |       |  |  |          |  |  |           |  |
| Catalina Pérez Pastor y Vera                            |                                                 | …                                                                       |                                                                   |  |  |       |  |  |          |  |  |           |  |
|                                                         |                                                 | …                                                                       | …                                                                 |  |  |       |  |  |          |  |  |           |  |
|                                                         |                                                 | …                                                                       | …                                                                 |  |  |       |  |  |          |  |  |           |  |
|                                                         |                                                 | …                                                                       | …                                                                 |  |  |       |  |  |          |  |  |           |  |
| Antonio Valcárcel Pío de Saboya y Moura, duca di Nocera |                                                 | …                                                                       |                                                                   |  |  |       |  |  |          |  |  |           |  |
|                                                         | Giberto Pio di Savoia, principe di San Gregorio | Ascanio Pio di Savoia, principe di San Giorgio                          |                                                                   |  |  |       |  |  |          |  |  |           |  |
|                                                         | Giberto Pio di Savoia, principe di San Gregorio | Ascanio Pio di Savoia, principe di San Giorgio                          |                                                                   |  |  |       |  |  |          |  |  |           |  |
|                                                         | Giberto Pio di Savoia, principe di San Gregorio | Beatrice Bentivoglio                                                    |                                                                   |  |  |       |  |  |          |  |  |           |  |
| Francesco Pio di Savoia, principe di San Gregorio       | Giberto Pio di Savoia, principe di San Gregorio |                                                                         |                                                                   |  |  |       |  |  |          |  |  |           |  |
|                                                         |                                                 | Juana de Moura Corte Real y Moncada, duchessa di Nocera                 | Francisco de Moura Corterreal y de Melo, duca di Nocera           |  |  |       |  |  |          |  |  |           |  |
|                                                         |                                                 | Juana de Moura Corte Real y Moncada, duchessa di Nocera                 | Francisco de Moura Corterreal y de Melo, duca di Nocera           |  |  |       |  |  |          |  |  |           |  |
|                                                         |                                                 | Juana de Moura Corte Real y Moncada, duchessa di Nocera                 | Marianna d'Aragona Moncada                                        |  |  |       |  |  |          |  |  |           |  |
| Isabella Pio di Savoia, duchessa di Nocera              |                                                 | Juana de Moura Corte Real y Moncada, duchessa di Nocera                 |                                                                   |  |  |       |  |  |          |  |  |           |  |
|                                                         |                                                 | Carlos Felipe Antonio Spínola Doria y Colonna, marchese di Los Balbases | Paolo Spinola Doria, marchese di Los Balbases                     |  |  |       |  |  |          |  |  |           |  |
|                                                         |                                                 | Carlos Felipe Antonio Spínola Doria y Colonna, marchese di Los Balbases | Paolo Spinola Doria, marchese di Los Balbases                     |  |  |       |  |  |          |  |  |           |  |
|                                                         |                                                 | Carlos Felipe Antonio Spínola Doria y Colonna, marchese di Los Balbases | Anna Colonna                                                      |  |  |       |  |  |          |  |  |           |  |
| Juana Spínola y de la Cerda                             |                                                 | Carlos Felipe Antonio Spínola Doria y Colonna, marchese di Los Balbases |                                                                   |  |  |       |  |  |          |  |  |           |  |
|                                                         |                                                 | María Isabel de la Cerda                                                | Juan Francisco de la Cerda Enríquez de Ribera, duca di Medinaceli |  |  |       |  |  |          |  |  |           |  |
|                                                         |                                                 | María Isabel de la Cerda                                                | Juan Francisco de la Cerda Enríquez de Ribera, duca di Medinaceli |  |  |       |  |  |          |  |  |           |  |
|                                                         |                                                 | María Isabel de la Cerda                                                | Catalina de Aragón y Sandoval, duchessa di Segorbe                |  |  |       |  |  |          |  |  |           |  |
|                                                         |                                                 | María Isabel de la Cerda                                                |                                                                   |  |  |       |  |  |          |  |  |           |  |